# Українська мова і література в школах України
«Українська мова і література в школах України» — науково-методичний та літературно-мистецький журнал. Видається з 1999 р. ДІВП Видавництво «Педагогічна преса». Журнал виходить 6 разів на рік.
Головний редактор — Станіслав Караман.
Адреса редакції:
```
01601, м. Київ, вул. Пирогова, 9, к. 312
Видавництво «Педагогічна преса»
```

## Історія
- З 1999 року по 2012 рік журнал виходив у світ під назвою «Українська мова й література в середніх школах, гімназіях, ліцеях та колегіумах».
- З січня 2012 року журнал виходив під назвою «Українська мова й література в сучасній школі».
- З січня 2014 року має назву «Українська мова і література в школах України».

Свідоцтво про державну реєстрацію серія КВ № 20009 — 9809 Р від 25.06.2013 р.

## Структура та зміст
Матеріал подається в таких розділах:
- З офіційних джерел
- Наука — школі: літературознавчі розвідки
- Наука — школі: мовознавчі студії
- Консультує мовознавець
- На допомогу вчителеві-словеснику
- Науково-практичні пошуки магістрів та аспірантів
- Науково-практичні пошуки вчителів-словесників
- Науково-практичні пошуки учнів і студентів
- Методична майстерня словесника
- Готуємось до ЗНО
- Позакласне читання
- Позакласна робота
- Рецензії. Відгуки
- Пам'ятаємо
- Література ріжного краю
- Інформація для читачів
- З антології учительської творчості